# Prostitución en la República Checa

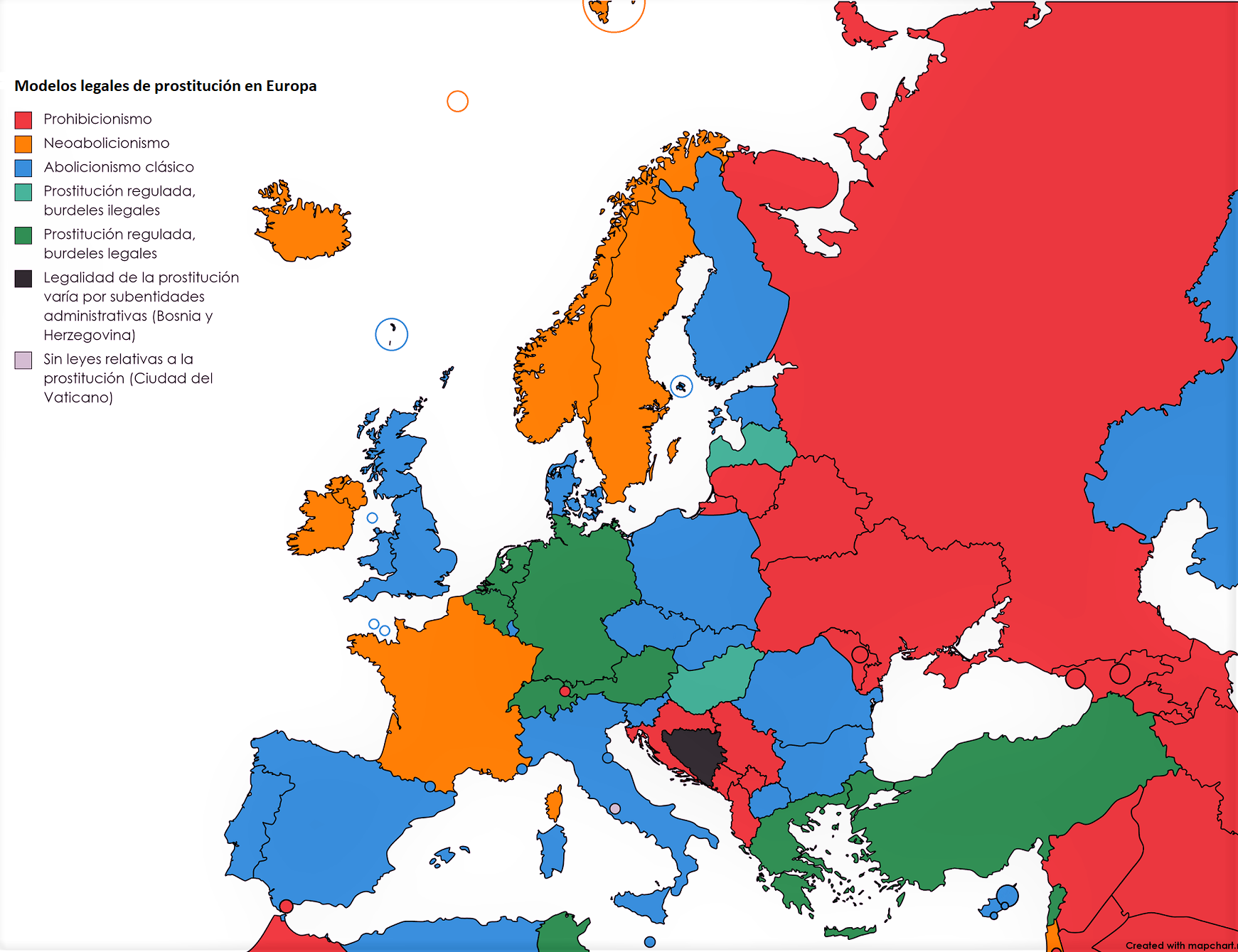
Prostitución en Europa. En azul, el modelo de abolicionismo clásico, al que pertenece, entre otros países, la República Checa.

La prostitución en la República Checa es legal, pero está prohibida la prostitución organizada (burdeles, redes de prostitución, proxenetismo, etc.). Desde que la Revolución de Terciopelo checoslovaca (1989) condujo a la creación de los dos estados independientes: República Checa y Eslovaquia, la prostitución ha florecido y ha aportado su cuota a la floreciente economía turística de la región. La prostitución está muy extendida en Praga y en las zonas cercanas a las fronteras occidentales de Alemania y Austria. En 2002, la Oficina Checa de Estadística estimó que el comercio ascendía a 6 000 millones de coronas (217 millones de dólares) al año. ONUSIDA, por su parte, ha calculado en 13 000 el número de prostitutas en el país.

## Situación actual

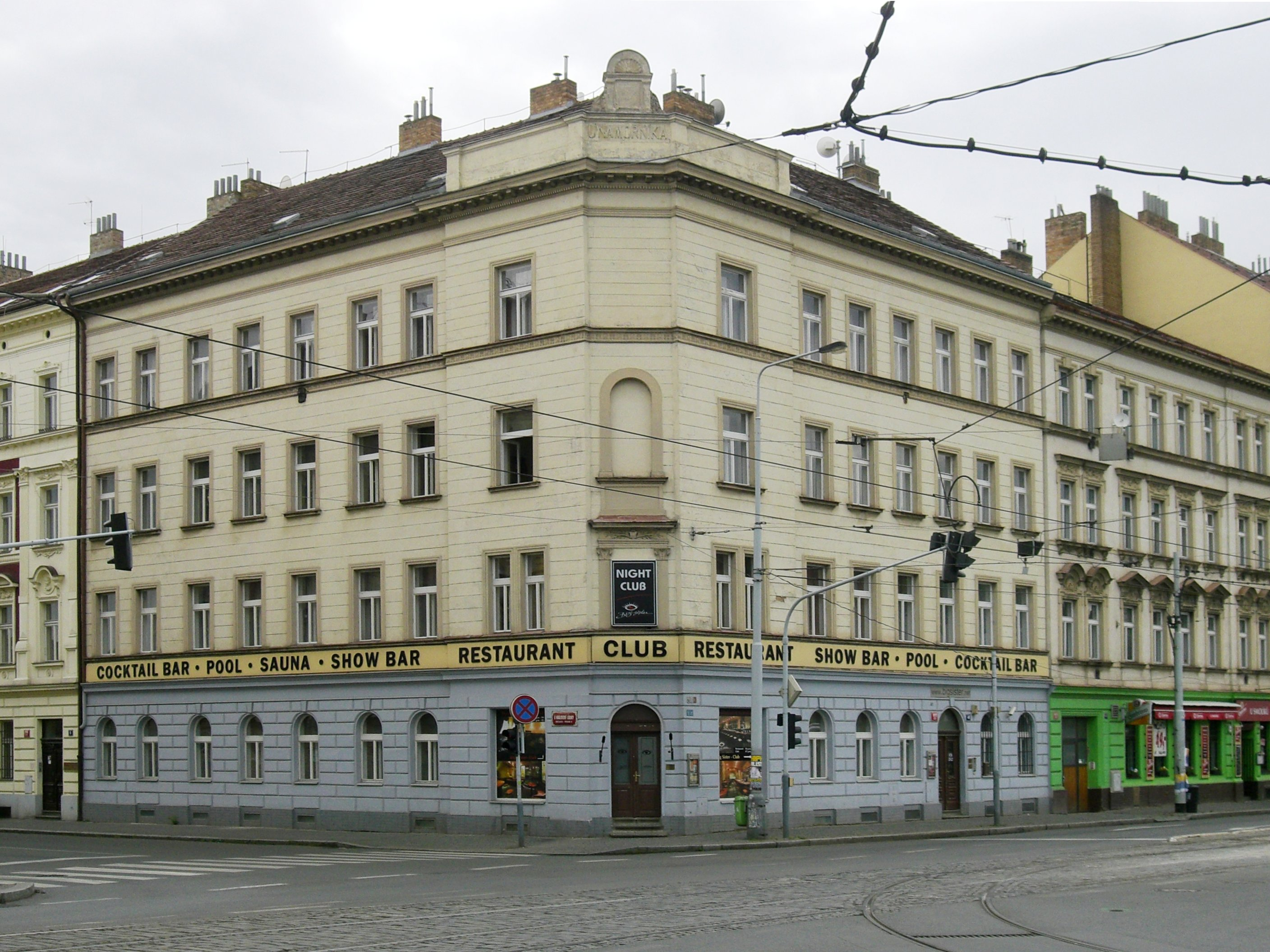
Edificio de Praga que en el pasado albergó el club Big Sister, el más grande en su momento con números en streaming. En la actualidad es otro club con espectáculos, también sexuales.

Según el Ministerio del Interior checo, hay más de 860 burdeles en la República Checa, de los cuales 200 están en Praga. La mayor parte de la prostitución del país se concentra en las regiones de Bohemia Central y Bohemia Meridional y en la capital. Los burdeles bordean las carreteras del país hacia Austria y Alemania, fuente de muchos clientes. Los viajes de fin de semana a Praga de algunos turistas también incluyen visitas a clubes eróticos. Hay casi 200 sitios web de servicios de prostitución en la República Checa, frente a 45 en 1997, que permiten a los turistas sexuales reservar sus viajes y citas para comprar actos sexuales antes de salir de casa. Entre 2005 y 2010, Praga tuvo el primer burdel en línea del mundo, Big Sister, donde los clientes podían mantener relaciones sexuales gratuitas, retransmitiéndose los actos por Internet.
Un análisis de los registros de hospitalización mostró que las tasas de sífilis aumentaron de 1,6 casos por 100 000 habitantes en 1990 a 13,7 por 100 000 en 2001.

## Tráfico sexual
La República Checa es un país de origen, tránsito y destino del tráfico de mujeres y niños procedentes de países limítrofes como Eslovaquia, de Europa del Este (Ucrania, Rusia, Bielorrusia, Moldavia o Rumania) y de Asia, con China y Vietnam como focos principales. Las víctimas checas y las que transitan por el país son objeto de trata con destino a Europa Occidental y Estados Unidos, a veces a través de terceros países. El tráfico interno se produce desde las zonas de escaso empleo hacia Praga y las regiones fronterizas con Alemania y Austria.
Las mujeres de etnia romaní son las que corren mayor riesgo de ser víctimas de la trata interna, y casi siempre son traficadas por un familiar o alguien conocido previamente. El Gobierno de la República Checa cumple plenamente las normas mínimas para la eliminación de la trata. En 2004, el Gobierno checo reforzó su legislación contra la trata y convirtió su programa piloto de asistencia a las víctimas en un programa nacional financiado por el gobierno. Aunque las estadísticas de aplicación de la ley mejoraron durante el periodo del informe, las sentencias impuestas a los traficantes siguieron siendo bajas.
La Oficina de Vigilancia y Lucha contra la Trata de Personas del Departamento de Estado de los Estados Unidos clasifica a la República Checa como país de "nivel 1".

### Procesamiento
La policía checa aumentó su capacidad para investigar y condenar a los traficantes durante el periodo que abarca el informe, aunque el número total de casos enjuiciados en virtud de la legislación contra la trata siguió siendo bajo y las condenas impuestas, débiles.
Las enmiendas al Código Penal checo entraron en vigor en noviembre de 2004, ilegalizando todas las formas de trata, incluidas la explotación laboral y la trata interna. Las penas máximas por tráfico aumentaron de 12 a 15 años, con una pena mínima de dos años.
Los programas de formación de la policía incluían segmentos sobre trata de personas, y un nuevo sitio web interno para la policía proporcionaba información sobre la trata. Aunque no se acusó ni condenó a ningún funcionario del gobierno por complicidad en el tráfico de personas, continuaron las denuncias sobre la participación de agentes de policía de fronteras que facilitaban el cruce ilegal de fronteras.

### Protección
El gobierno checo continuó mejorando la protección y la asistencia contra la trata de personas. En noviembre de 2004, el Modelo de Apoyo y Protección a las Víctimas de la Trata de Personas se amplió a un programa permanente, financiado por el gobierno y abierto a todas las víctimas extranjeras y checas. Este programa implica una estrecha cooperación entre el gobierno y las ONG, y concede a las víctimas un periodo de reflexión de 30 días para recibir asistencia y considerar si colaboran en la persecución de sus traficantes. 
De enero de 2004 a enero de 2005, 14 víctimas de trata participaron en el programa. Muchas víctimas optaron por solicitar asilo, lo que les permite tener un estatus legal en la República Checa hasta que se resuelvan sus casos, un proceso que puede llevar meses o años. El gobierno aloja a las víctimas y posibles víctimas que solicitan asilo con otros grupos de riesgo en centros de asilo vigilados para evitar contactos no deseados con los traficantes. El gobierno financia a varias ONG y organizaciones internacionales para que acojan y atiendan a las víctimas; dos de las principales organizaciones de la República Checa acogieron a 68 víctimas de trata en 2004.

### Prevención
El Ministerio del Interior colabora actualmente con la Organización Internacional para las Migraciones en la realización de una campaña de reducción de la demanda dirigida a los clientes de los establecimientos de comercio sexual de la zona fronteriza checo-alemana. Una ONG financiada por el gobierno llevó a cabo campañas de sensibilización entre las víctimas potenciales de la trata en escuelas y centros de asilo. 
A su vez, el Ministerio de Asuntos Exteriores, siguió facilitando información sobre la trata de personas a los solicitantes de visados checos procedentes de países identificados como origen de la trata. El Departamento de Prevención del Delito continuó con los programas de sensibilización en las escuelas. Además del Plan de Acción Nacional Checo sobre el tráfico, adoptado en 2003, el gobierno adoptó en julio de 2004 un plan para combatir el abuso sexual comercial de menores.

## Intento fallido de legalización
Las prostitutas de la República Checa trabajan en una zona jurídica gris, alegal en sí, fuera del ordenamiento de la legalidad pero también del plano de la ilegalidad; una situación que dificulta al Estado el control de las enfermedades, el comercio de esclavas sexuales y la prostitución de menores.
El gobierno checo ha intentado legalizar y regular la prostitución, pero estos esfuerzos han fracasado.
En 2005, el Ejecutivo aprobó una ley para conceder licencias a las prostitutas y confinar el comercio a ciertas zonas como parte de un esfuerzo para frenar la prostitución y reducir el crimen organizado. Sin embargo, la ley necesitaba la aprobación del parlamento y éste no la aprobó.
"Se parte de la base de que no es realista prohibir efectivamente la prostitución", decía la propuesta del ministerio. "Sólo es posible [...] establecer normas para que el público no perciba la prostitución como un grave problema de orden público o un riesgo para la salud".
El plan exigía que las prostitutas compraran licencias, se sometieran a controles sanitarios mensuales, pagaran impuestos y tuvieran un seguro médico. Las licencias anuales sólo se habrían expedido a los checos y otros nacionales de la Unión Europea mayores de 18 años que no tuvieran antecedentes penales. Habría sido ilegal operar sin licencia, y quienes se negaran a registrarse habrían sido procesados y se habrían enfrentado a multas. Se habría prohibido solicitar sexo cerca de escuelas, parques infantiles, iglesias y cementerios.
La opinión general es que, aunque la prostitución debería ser legal y las trabajadoras del sexo deberían estar registradas, los políticos no parecen dispuestos a adoptar una postura y muchos dudan de que las trabajadoras se registren. El superintendente de policía británico John Mottram, que trabaja como asesor del gobierno checo en materia de delincuencia organizada, declaró que el Ministerio del Interior de Praga no considera prioritaria la prostitución. "Por desgracia, no le dedican la atención que creo que deberían".